# Bismarckturm (Bonn-Venusberg)
Der Bismarckturm auf dem Bonner Venusberg war ein Denkmal für Otto von Bismarck.

## Geschichte
Der 1893/94 erbaute hölzerne Aussichtsturm stand am Rande des Exerzierplatzes auf dem Venusberg. Von dort aus hatten die Besucher einen Ausblick ins Rheintal und in Richtung Westerwald. Ein Invalide fungierte als Turmwächter. Erbauer war der Kommerzienrat Ernst Rolffs. Durch sein Vermächtnis legte er der Stadt Bonn die Verpflichtung zur Pflege und Instandsetzung des Turmes auf. Der Einfluss der Witterung ließ den Turm marode werden, so dass die Stadtverwaltung sich 1912 zum Abriss entschloss. Die Errichtung eines eisernen Turmes, welche die Stadtverwaltung in Erwägung zog, fand nicht statt.